# Superior (Montana)
Superior város az USA Montana államában, Mineral megyében, melynek megyeszékhelye is. Lakosainak száma 830 fő (2020. április 1.).

## Népesség
A település népességének változása:

| 2010 | 812 |
| 2020 | 830 |